# Reial provisió

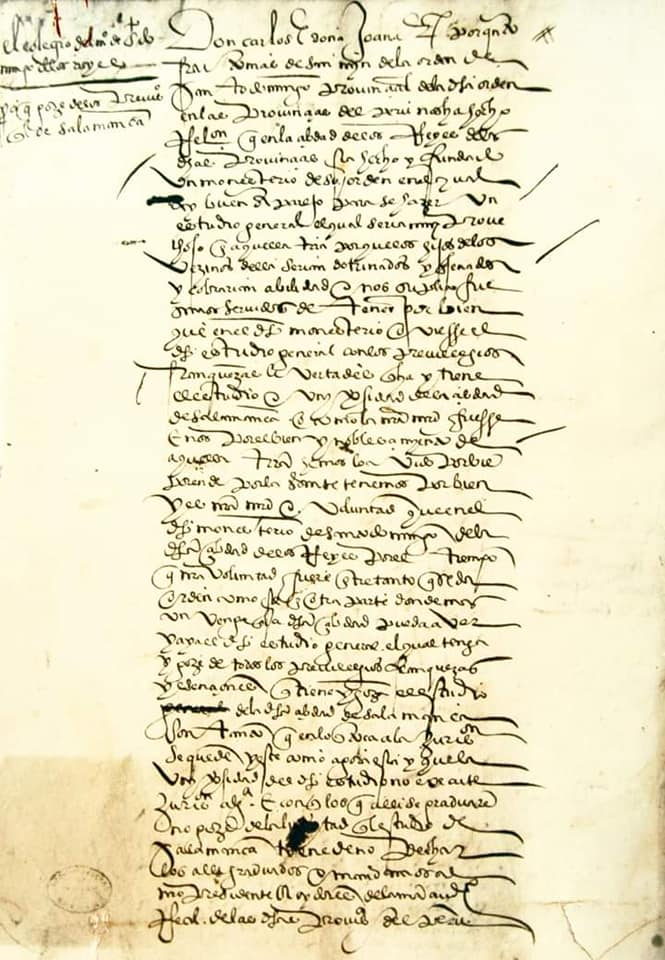
Reial Provisió del 12 de maig de 1551 que funda l'actual Universitat Nacional Major de San Marcos, la universitat més antiga d'Amèrica

La reial provisió (real provisión en castellà), va ser un tipus de disposició juridicoadministrativa a mig camí entre la llei i les ordenances o cèdules reials, d'ús molt comú al Regne de Castella des del segle xiii al segle xvi, i que tenien com a objectiu regular i proveir actes de governació i administració de certa importància i entitat i resoldre i reglamentar matèries i afers fonamentalment d'ordre públic, i que eren emeses pel rei i signades per ell, o bé amb el seu consentiment, pel Consell de Castella, Ordes Militars o les Cancelleries.
La seva entrada en vigor exigia la màxima publicitat per part de les autoritats i la seva semblança amb les lleis era tal que s'assemblaven a elles en estructura, clàusules, garanties i grau d'obligatorietat, i així eren tingudes en moltes ocasions per lleis. Les diferenciava d'aquestes, en teoria, l'àmbit -que en la llei era de caràcter general i no especial-, i que les lleis precisaven la voluntat de les Corts que les aprovaven o, almenys, no les qüestionaven.
En realitat, sobretot a partir de finals del segle xiv, les Provisions Reials foren utilitzades per la monarquia com l'únic instrument de crear dret nou, oblidant els procediments. Aquesta situació era fruit del caràcter absolutista que va anar adquirint la Corona enfront de la noblesa.